# بیوه (فیلم ۱۹۳۹)
بیوه (ایتالیایی: La vedova) فیلمی درام به کارگردانی گوفردو آلساندرینی است که سال ۱۹۳۹ منتشر شد.